# Дуб черешчатий (Полтава, площа Слави)
Дуб черешчатий — ботанічна пам'ятка природи місцевого значення в Україні. Розташована у Полтаві на території лікарні № 3 за адресою площа Слави 2 (колишньої Відділкової клінічної лікарні станції Полтава).
Площа — 0,05 га. Статус надано згідно з рішенням Полтавського облвиконкому № 74 від 17.04.1992 для збереження одинокого вікового дерева дуба звичайного віком біля 150 років. Обхват дерева на висоті 1,3 м. у 2016 році становив 348 см, у 2021 році - 365 см.

## Галерея

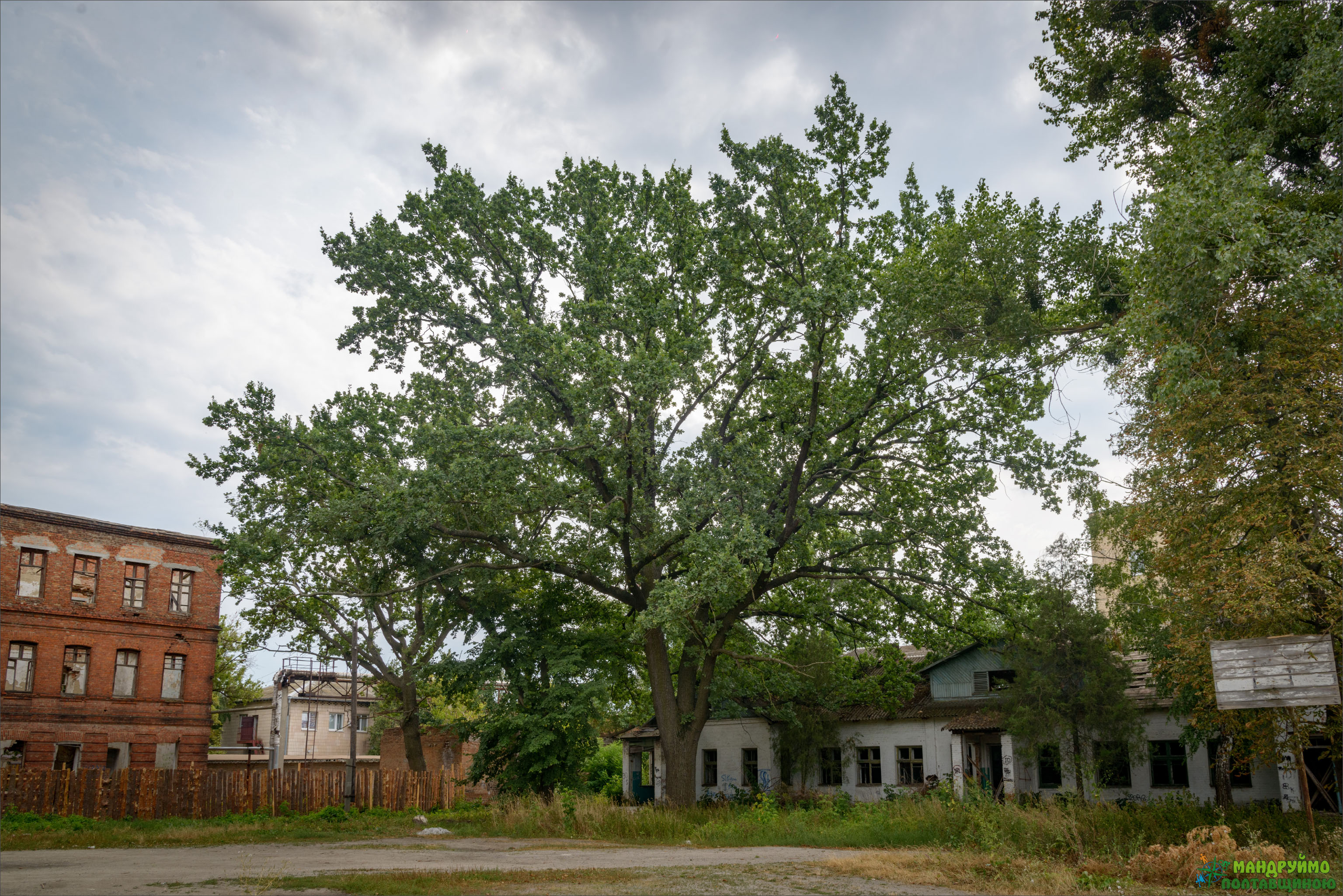
Пам'ятка у серпні 2021
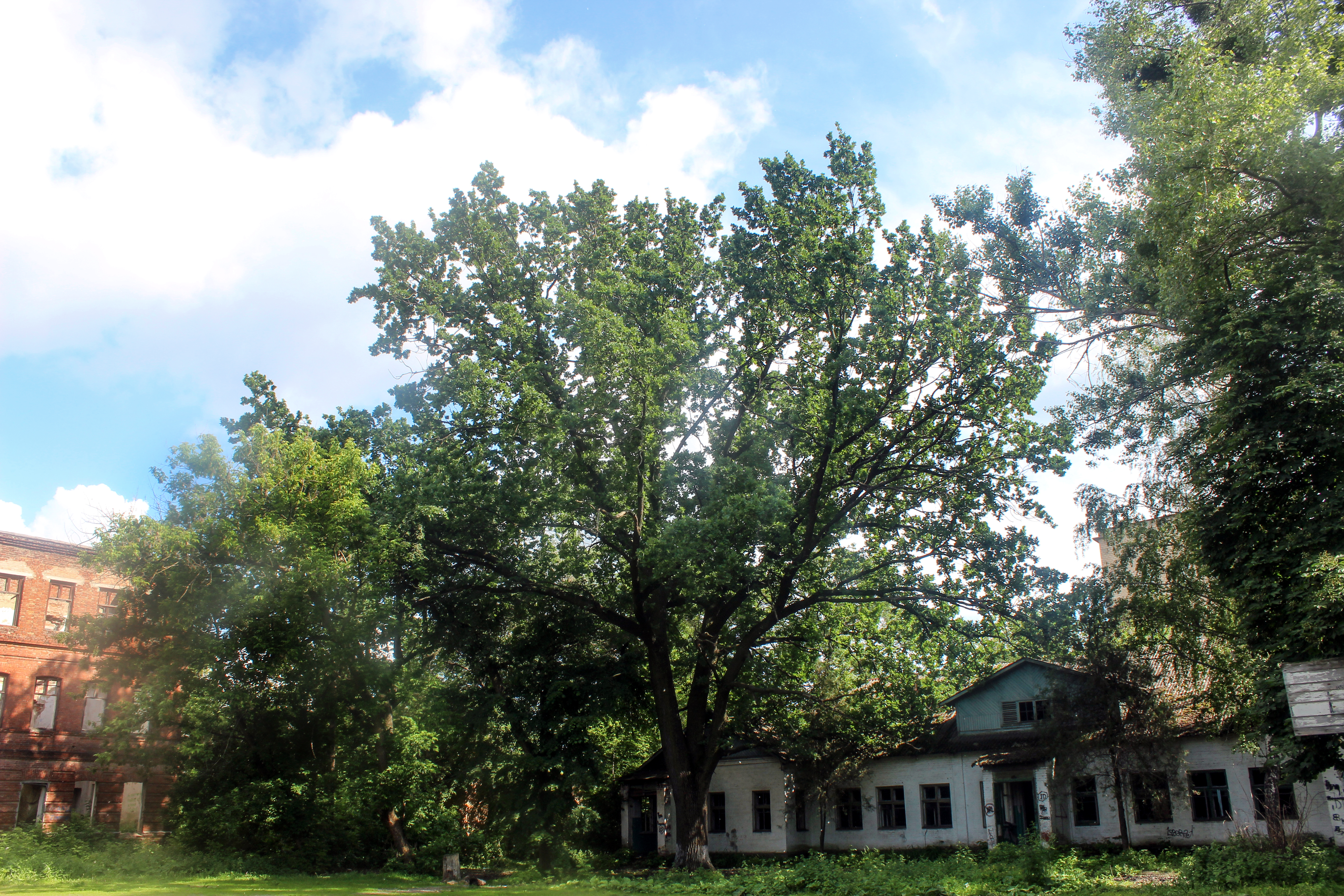
Пам'ятка у травні 2016
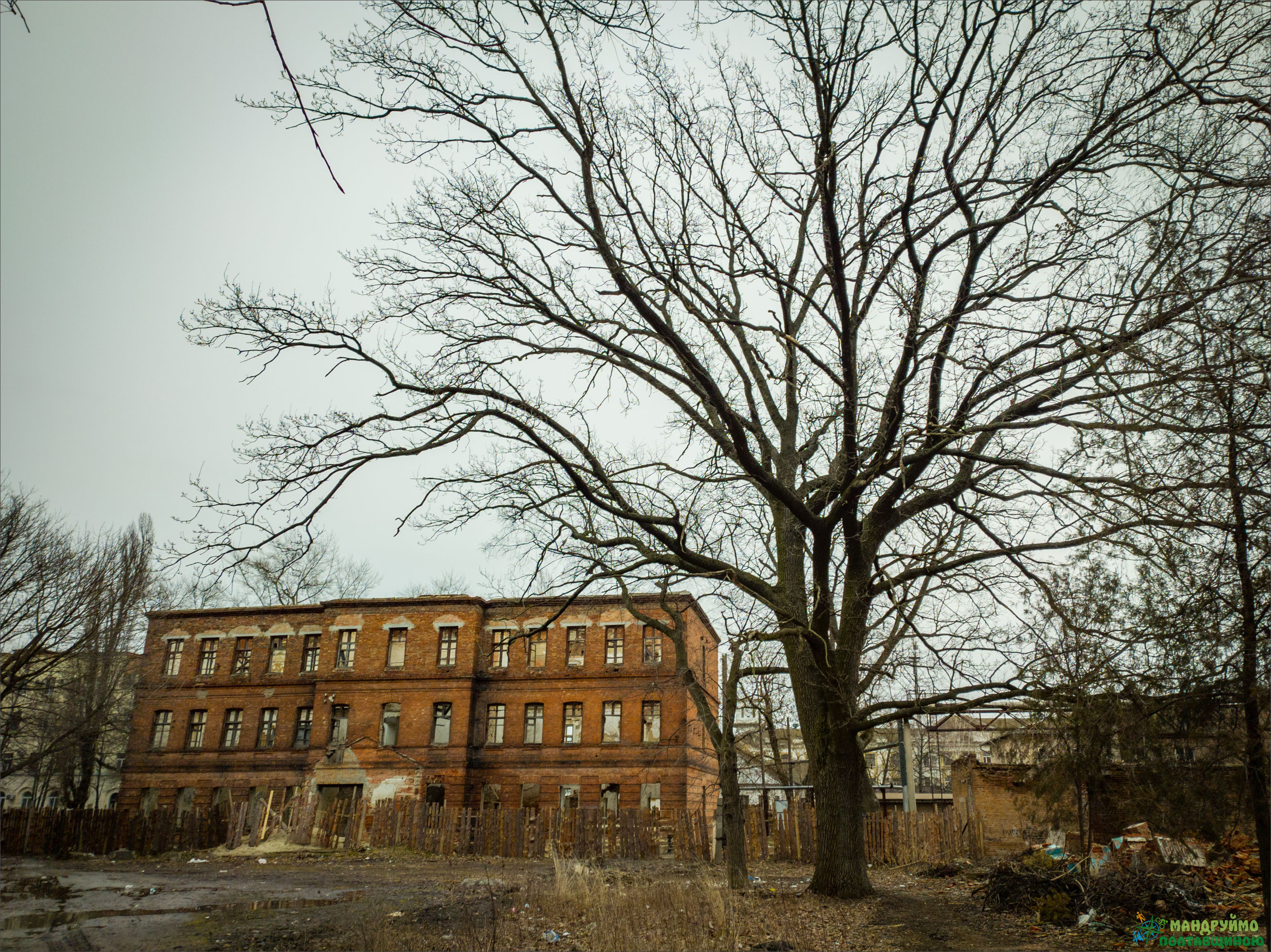
Пам'ятка у лютому 2021